# Dietzenrode/Vatterode
Dietzenrode/Vatterode ist eine Gemeinde im thüringischen Landkreis Eichsfeld. Erfüllende Gemeinde ist die Landgemeinde Uder.

## Geographische Lage
Dietzenrode/Vatterode liegt ungefähr zehn Kilometer südwestlich der Kreisstadt Heilbad Heiligenstadt im Naturpark Eichsfeld-Hainich-Werratal. Durchflossen werden dessen Ortsteile (bachabwärts betrachtet) Vatterode und Dietzenrode, die sich zwischen den Höhenzügen Höheberg (508,9 m ü. NN) im Nordwesten und Gobert (569 m ü. NN) im Süden und Südosten erstrecken, vom östlichen Werra-Zufluss Walse.

### Gemeindegliederung
Zur Gemeinde Dietzenrode/Vatterode gehören die Ortsteile Dietzenrode und Vatterode.

## Geschichte

### Ortsteil Dietzenrode
Die erste Erwähnung als Tuzenrode „(Das auf der Rodung des Dizo… (Koseform von Ditrich) erbaute Dorf)“ fällt in das Jahr 1256. Urkundlich wurde Dietzenrode erstmals 1288 erwähnt.

### Ortsteil Vatterode
Der Ort wurde 1331 erstmals urkundlich erwähnt. Er war ursprünglich eine Klosterniederlassung, 1888 wurde an der Stelle der alten Klosterkirche eine neue Kirche errichtet.
Am 8. April 1945 wurde Vatterode durch US-amerikanische Artillerie beschossen. Dabei kamen vier Einwohner ums Leben. Am 9. April wurde es kampflos besetzt.
Das zuvor hessische Dorf Vatterode wurde 1945 im Zuge von Grenzkorrekturen aufgrund des Wanfrieder Abkommens in die sowjetische Besatzungszone und somit nach Thüringen eingegliedert (siehe auch: Schifflersgrund).

### Dietzenrode/Vatterode
Am 1. Juli 1950 wurde Vatterode nach Dietzenrode eingemeindet. Diese Gemeinde kam am 15. März 1974 zu Wüstheuterode. Am 1. Juni 1990 wurden die Orte Dietzenrode und Vatterode aus Wüstheuterode ausgegliedert. Sie bildeten nunmehr die neue Gemeinde Dietzenrode/Vatterode.
Seit dem 1. Februar 1992 gehörte die Gemeinde zur Verwaltungsgemeinschaft Uder. Mit Auflösung dieser am 1. Januar 2024 wurde die Landgemeinde Uder neugebildet, die erfüllende Gemeinde für Dietzenrode/Vatterode wurde.
Die Ortsnamens-Endung -rode ist hier dargestellt.

### Einwohnerentwicklung
Entwicklung der Einwohnerzahl (31. Dezember):
| - 1994 – 136 - 1995 – 147 - 1996 – 147 - 1997 – 147 - 1998 – 145 - 1999 – 146 | - 2000 – 146 - 2001 – 144 - 2002 – 148 - 2003 – 152 - 2004 – 148 - 2005 – 143 | - 2006 – 142 - 2007 – 135 - 2008 – 130 - 2009 – 131 - 2010 – 140 - 2011 – 128 | - 2012 – 130 - 2013 – 119 - 2014 – 127 - 2015 – 128 - 2016 – 127 - 2017 – 129 | - 2018 – 130 - 2019 – 125 - 2020 – 124 - 2021 – 127 - 2022 – 122 |

Datenquelle: Thüringer Landesamt für Statistik

## Wüstungen
Folgende Wüstungsorte sind im Umfeld der beiden Dörfer bekannt:

### Metzingerode
Das Dorf Metzingerode oder Vitzingerode lag nordwestlich von Vatterode und gehörte vermutlich den Herren von Hanstein. Die erste urkundliche Erwähnung 1603 beschreibt den Ort bereits als Wüstung. Das Dorf muss eine Kirche besessen haben, weil die Glocke der Kirche und der Kelch an die Kirche in Lenterode gegeben wurden, wohin auch einige Bewohner umgesiedelt sind.

### Reckerode
Der Ort lag zwischen Vatterode, Wüstheuterode und Röhrig unterhalb des Erpelberges. 1338 verkaufte das Kollegiatstift St. Martin in Heiligenstadt bereits den wüsten Ort und das benachbarte Wüstheuterode an die Herren von Hanstein. Bereits 1362 übergaben sie den Ort mit weiteren Besitzungen an den hessischen Landgrafen und erhielten ihn als Lehen zurück. Im Jahr 1541 verkaufte das Martinsstift auch den Zehnten der Wüstung an die Herren von Hanstein. Der Landgraf bestätigte vom 16. bis ins 18. Jahrhundert in Lehnsbriefen die Anrechte der Hansteiner auf die Wüstung Reckerode und weitere Orte, obwohl der Landgraf in einem Vertrag mit dem Mainzer Kurfürsten 1583 auf Territorialansprüche in diesem Gebiet verzichtete.

### Widermude
Auch Widermuth, nach der Wüstungskarte zwischen Vatterode und Dietzenrode gelegen.

### Wirkenrode
Im Jahr 1297 wurde der Ort im Zusammenhang mit den Terminierbezirken der Klöster Eisenach, Mühlhausen und Göttingen. Eine genauere Lage des Dorfes ist nicht bekannt, vermutlich gelegen zwischen Wahlhausen und Lenterode.

### Lindenburg
Hier handelt es sich um einen vermuteten Standort einer Wallburg auf einer Anhöhe nördlich von Vatterode. 

## Politik

### Gemeinderat
Der Gemeinderat von Dietzenrode/Vatterode setzt sich aus sechs Gemeinderatsmitgliedern zusammen.
- Einzelpersonen: 6 Sitze

(Stand: Kommunalwahl    am 25. Mai 2014)

### Bürgermeister
Der ehrenamtliche Bürgermeister Walter Homburg wurde am 19. Juni 2016 in einer Stichwahl wiedergewählt.

### Wappen
Blasonierung: „In Grün, durch eine goldene Leiste geteilt, oben ein aus der Leiste wachsendes aufsteigendes silbernes Pferd, unten ein silberner Tisch über einem dreiblättrigen silbernen Lindenzweig.“
Das Gemeindewappen enthält Heraldikelemente für jeden der einst selbständigen Ortsteile. Dietzenrode hatte bis 1953 und ab 1990 im Gemeindesiegel ein Pferd als Symbol. Vatterode wird durch den Tisch mit Lindenzweig versinnbildlicht, die beide auf den alten Dorfanger mit Angertisch und Lindenbaum hinweisen. Das Wappen wurde von Karl-Heinz Fritze gestaltet.

## Wirtschaft und Infrastruktur

### Wasser und Abwasser
Die Trinkwasserver- und Abwasserentsorgung wurde auf den Zweckverband Wasserversorgung und Abwasserentsorgung Obereichsfeld übertragen.

## Persönlichkeiten
- Otto Apel (* 1906 in Vatterode; † 1966 in Frankfurt am Main), Architekt